# 프레드 펜틀랜드
프레더릭 비컨스필드 펜틀랜드(영어: Frederick Beaconsfield Pentland; 1883년 7월 29일, 울버햄프턴 ~ 1962년 3월 16일, 리치트 머트래버스)는 잉글랜드의 전 축구 선수이자 감독이다.
펜틀랜드는 클럽 무대에서 잉글리시 풋볼 리그의 블랙풀, 블랙번 로버스, 그리고 미들즈브러; 서던 풋볼 리그의 브렌트퍼드, 퀸스 파크 레인저스, 그리고 스토크; 그리고 미들랜드 리그의 핼리팩스 타운에서 활동하였다. 그는 1909년에 잉글랜드 국가대표팀 경기에 5번 출전하였다. 그는 선수시절 공격수였는데, 주로 최우측 공격수를 맡았다.
감독으로서, 그는 독일 올림픽 국가대표팀, 프랑스 국가대표팀을 거쳐서 스페인 리그의 라싱 산탄데르, 아틀레틱 빌바오, 아틀레티코 마드리드, 그리고 오비에도를 맡고 잉글랜드 무대에 복귀하여 잠시 배로를 지휘했다.

## 선수 경력
펜틀랜드는 아본데일 주니어스와 윌런홀 스위프츠에서 축구를 시작하였고, 이후 1900년에 17세의 나이로 풋볼 리그 2부의 스몰 히스에 입단했다. 그는 버밍엄 및 시 리그에 속한 스몰 히스의 2군 경기에 출전했지만, 1군 리그 출전 경험이 없었는데, 구단이 1900-01 시즌이 끝나고 풋볼 리그 1부로 승격되면서, 1군 도약은 더 힘든 일이 되었다. 그의 유일한 1군 출전 경기는 1-2로 패한 포츠머스와의 1901-02 시즌 FA컵 경기로, 그는 선수단이 부상으로 약화된 상황에 내측 공격수로 출전했고, 1903년에 결국 블랙풀로 이적하였다.
블랙풀은 그를 중앙 공격수로 기용했다: 9월 26일, 그는 스톡포트 카운티와의 안방 경기에서 첫 성인 무대 득점을 올렸고, 4경기 동안 5골의 행진을 이어나갔는데, 이 중 2골을 득점한 경기는 4-1로 이긴 번리와의 10월 17일 원정 경기로, 11일 후에는, 1부 리그의 블랙번 로버스로 둥지를 옮겼는데, 블랙풀 입장에서 그의 매각을 "특가의 거래"로 보았다. 이어지는 2시즌 반의 기간 동안, 펜틀랜드는 51번의 리그 경기에서 9번 골망을 흔들었는데 블랙번은 두 차례 리그의 하위권을 기록하고, 한 차례 중위권 성적을 냈다. 1906년, 구단은 £250에 펜틀랜드를 매각 대상으로 놓았다. 풋볼 리그에서 그를 영입할 구단이 없었기에 그는 서던 리그의 브렌트퍼드로 우선 이적하였다. 그는 블랙번에서 많은 인기를 끌어 팰리스 극장 악단을 동원한 "선수와 친구의 무리"가 그를 역에서 "참으로 좋은 그 사람을 위하여"와 "올드 랭 사인"의 독자적 곡조의 연주로 환영했다.
그는 1906-07 시즌에 단 두 번의 리그 경기만 결장하고 12골을 공헌해 브렌트퍼드가 중위권 성적을 거두게 했지만, 그 후로 계속 머물지 않았다. 그는 서런던에 머물러 또다른 서던 리그의 구단이자 브렌트퍼드보다 8계단 아래에서 리그를 마친 퀸스 파크 레인저스에 입단하였다. 제임스 코원의 지도 하에, 퀸스 파크 레인저스는 1907-08 시즌 우승을 차지했다. 최우측 공격수로 활약한 펜틀랜드는 37번의 서던 리그 경기에서 14골을 기록하였고, 북부와 선발 대회를 치를 남부 대표로 발탁되었다. 비록 그는 선발전에서의 활약으로 국가대표팀 출전 기회를 얻지 못했지만, 그 해 국가대항전에서 뛸 1순위 최우측 후보 선수로 등록되었다. 서던 리그 우승을 거둔 퀸스 파크 레인저스는 그 해 풋볼 리그 우승을 거둔 맨체스터 유나이티드와 첫 축구 협회 자선 방패 경기를 치렀다. 펜틀랜드가 출전한 이 경기는 무승부로 종료되었다. 재경기는 8월에 진행되었는데, 당시 펜틀랜드는 이미 퀸스 파크 레인저스를 떠났다. 비록 그는 경기를 할 의사가 있는 것으로 밝혀졌고, 축구 협회는 이례적으로 그의 경기 출전을 허락했지만, 퀸스 파크 레인저스의 수뇌부는 그를 기용하지 않기로 결정했는데, 킬번 타임스에 따르면 그가 최고 급여를 제의했는데도 떠날 것을 고집했기 때문이었다고 전했다.
1908년 6월, 펜틀랜드는 미들즈브러에 입단하면서 풋볼 리그 1부에서 다시 뛰게 되었고, 미들즈브러는 두 구단에 이자를 붙여 이적료를 지불하였다: 퀸스 파크 레인저스에 £350을, 블랙번 로버스에 £150을 지불하였다. 앨프 커먼과 스티픈 부머와 한배를 탄 펜틀랜드는, 미들즈브러를 도와 1년차에 리그 9위를 도왔고, 1909년에는 잉글랜드 국가대표팀 경기에 처음으로 출전했다. 그는 최우측 공격수로 비비안 우드워드 주장과 출전했고, 잉글랜드는 웨일스와 스코틀랜드를 모두 이기고 1908-09 시즌 브리티시 홈 챔피언십 우승을 차지했다. 그는 같은 해 중부 유럽 일주에서 3경기를 더 출전했다. 이어지는 2년 동안, 펜틀랜드는 주전으로 계속 활약했지만, 미들즈브러에서 덜 성공적이었는데, 1911년에는 "훈련 시간을 빼먹었다"는 이유로 징계를 받아 빠지기도 했다. 그는 1911-12 시즌에 딱 한 번의 1군 경기에 출전해 모든 성인 대회를 통틀어 96번의 경기에 출전해 11골을 기록한 것이 되었다.
1912년 8월, 그는 미들랜드 리그에 새로 합류한 핼리팩스 타운에 합류했다. 그는 자유로이 득점을 올리며 시즌을 선수단 내 득점 1위로 마쳤고, 선수 겸 감독으로 대행 감독직을 수행하며 핼리팩스의 FA컵 1912-13 1라운드 진출을 도왔다. 구단이 재정적으로 어려운 상황에 처하면서, 그는 2월에 서던 리그의 스토크로 거액의 이적료에 이직했다. 그는 같은 해 12월까지 스토크 선수로 활약했는데, 12번의 경기에 출전해 6골을 넣었고, 이후 핼리팩스로 복귀하여 몇 달 뒤 부상으로 선수 생활에 마침표를 찍었다.

## 독일 포로
선수 생활을 마친 펜틀랜드는 1914년에 베를린으로 건너가 독일 올림픽 대표팀의 감독을 맡게 되었다. 그러나, 몇 달 만에, 제1차 세계 대전이 발발하였고, 그는 얼마 후 베를린의 슈판다우 구에 있는 민간인 포로 수용소인 룰레벤에 억류되었다. 수용소에는 4,000명과 5,500명이 머물렀다. 이후, 작은 사회가 발전하여 축구가 인기 활동으로 자리매김했다. 컵과 리그 대회가 조직되어 대규모 행사에는 1,000명 규모가 참가했다. 펜틀랜드는 수용소에서 축구 경기를 하고 조직하는데 두각을 나타냈다. 그는 룰레벤 축구 협회의 회장을 맡아 수용소 잡지의 축구 기사를 정기적으로 게재했다.
펜틀랜드는 몇 명정도 되는 룰레벤에 수용된 프로 축구인들 중 하나였다. 수용된 다른 선수로는 전 클럽 동료이자 잉글랜드 국가대표 동료였던 새뮤얼 월스턴홀름, 스티브 블루머, 노련한 잉글랜드 국가대표 프레드 스픽슬리, 스코틀랜드 국가대표 존 캐머런, 독일 국가대표 에드빈 두톤, 그리고 한때 에버턴과 토트넘 홋스퍼에서 활약하던 존 브리어리가 있었다. 1915년 5월 2일, 펜틀랜드 월스턴홀름, 브리어리, 그리고 블루머가 출전한 잉글랜드 11인이 주장으로 캐머런을 내세운 세계 11인을 상대했다. 전쟁이 후반기로 넘어가면서, 연합배(Coupe de Allies)가 조직되어 영국 11인, 프랑스 11인, 그리고 벨기에 11인이 참가했다. 펜틀랜드는 종전 때까지 수용소에 남았고, 이후 잉글랜드로 귀환했다. 그는 석방 후 전쟁으로 남편을 잃은 자원 파견대(VAD) 간호사 네이닌 헤이스를 만났고, 둘은 1923년에 결혼했다.

## 프랑스 대표팀으로 올림픽 참가
1919년, 이전에 스트라스부어거의 명칭을 썼던 스트라스부르가 재건 후에 감독으로 펜틀랜드를 내정했다. 1920년, 펜틀랜드는 프랑스 국가대표팀을 이끌고 안트베르펜 올림픽에 참가했다. 프랑스는 8강에 부전승으로 올라가 이탈리아를 3-1로 이겼다. 그러나, 프랑스는 체코슬로바키아와의 준결승전에서 1-4로 패하였다. 이 대회에서 프랑스는 촌극을 벌였는데, 은메달을 획득할 수 있는 절호의 기회를 걷어차 버렸다. 개최국 벨기에는 체코슬로바키아가 결승전 판정과 경기 환경에 대한 항의로 중간에 경기를 그만두고 걸어나가면서 자동으로 금메달을 획득했다. 그 결과, 체코슬로바키아가 실격 처리되면서 은메달과 동메달의 주인공을 가릴 패자부활전이 진행되었다. 그러나, 펜틀랜드와 프랑스 국가대표팀은 대회가 이미 끝났다고 생각하고 귀국길에 올랐고, 그에 따라 스페인이 대신 은메달을 가져갔다.

## 스페인 무대
1920년, 펜틀랜드는 라싱 산탄데르 사령탑을 맡았지만, 한 시즌 뒤 아틀레틱 빌바오가 그를 포착했다. 그는 아틀레틱의 경기 방식에 혁명을 가져다 주었는데, 자신이 선호하는 짧은 패스로 경기를 풀어나가도록 했고, 1923년, 그가 이끄는 아틀레틱 빌바오는 1923년에 코파 델 레이 우승을 거두었다. 그러나, 1925년, 그는 아틀레틱을 떠나 아틀레티코 마드리드의 감독이 되었고, 1926년에 또다시 코파 델 레이 결승전에 진출했다. 그 후, 펜틀랜드는 마드리드를 한 시즌 만에 떠나 오비에도의 감독이 되었다. 1927년, 그는 아틀레티코 마드리드에 복귀해 중부 선수권 대회 우승을 거두었다. 그는 마드리드 연고 구단의 감독을 맡아 라 리가 첫 시즌에 참가하기도 하였다. 1929년 5월, 그는 스페인 국가대표팀 감독을 도왔는데, 호세 마리아 마테오스 감독이 이끈느 스페인은 아틀레티코 마드리드의 안방 메트로폴리타노 경기장에서 잉글랜드를 4-3으로 이겼다. 그 결과, 스페인은 잉글랜드를 이긴 최초의 비영국 국가로 기록되는 영예를 안았다.
1929년, 펜틀랜드는 다시 아틀레틱 빌바오에 합류했다. 그는 첫 해에 라 리가-코파 델 레이 "2관왕"을 1930년과 1931년에 연속으로 달성하였다. 그는 1930년부터 1933년까지 코파 데 에스파냐 4연속 우승을 이끌었으며, 1932년과 1933년 라 리가에서는 준우승의 성적을 거두었다. 1931년, 그는 아틀레틱의 바르셀로나전 12-1 대승에 일조했는데, 바르셀로나는 이날 역사상 최악의 대패를 당했다. 1933년, 그는 아틀레티코 마드리드 감독 3기를 시작하였지만, 스페인 내전이 발발하자 다시 잉글랜드로 거처를 옮겼다.

## 경력 통계

### 클럽
출처:
| 클럽          | 시즌      | 리그          | 리그 | 리그 | FA컵 | FA컵 | 합계 | 합계 |
| 클럽          | 시즌      | 리그명        | 출장 | 골   | 출장 | 골   | 출장 | 골   |
| ------------- | --------- | ------------- | ---- | ---- | ---- | ---- | ---- | ---- |
| 스몰 히스     | 1901–02   | 1부 리그      | 0    | 0    | 1    | 0    | 1    | 0    |
| 블랙풀        | 1903–04   | 2부 리그      | 8    | 5    | 0    | 0    | 8    | 5    |
| 블랙번 로버스 | 1903–04   | 1부 리그      | 18   | 7    | 0    | 0    | 18   | 7    |
| 블랙번 로버스 | 1904–05   | 1부 리그      | 27   | 1    | 1    | 0    | 28   | 1    |
| 블랙번 로버스 | 1905–06   | 1부 리그      | 6    | 1    | 0    | 0    | 6    | 1    |
| 블랙번 로버스 | 합계      | 합계          | 51   | 9    | 1    | 0    | 52   | 9    |
| 미들즈브러    | 1908–09   | 1부 리그      | 28   | 2    | 1    | 0    | 30   | 2    |
| 미들즈브러    | 1909–10   | 1부 리그      | 33   | 2    | 1    | 0    | 34   | 2    |
| 미들즈브러    | 1910–11   | 1부 리그      | 30   | 7    | 2    | 0    | 32   | 7    |
| 미들즈브러    | 1911–12   | 1부 리그      | 1    | 0    | 0    | 0    | 1    | 0    |
| 미들즈브러    | 합계      | 합계          | 92   | 11   | 4    | 0    | 96   | 11   |
| 스토크        | 1912–13   | 서던 1부 리그 | 5    | 1    | 0    | 0    | 5    | 1    |
| 스토크        | 1913–14   | 서던 2부 리그 | 7    | 5    | 0    | 0    | 7    | 5    |
| 스토크        | 합계      | 합계          | 12   | 6    | 0    | 0    | 12   | 6    |
| 경력 합계     | 경력 합계 | 경력 합계     | 163  | 31   | 6    | 0    | 169  | 31   |

### 국가대표팀
출처:
| 국가대표팀 | 연도 | 출장 | 골 |
| ---------- | ---- | ---- | -- |
| 잉글랜드   | 1909 | 5    | 0  |
| 합계       | 합계 | 5    | 0  |